# Aulonium parallelopedium
Aulonium parallelopedium is een keversoort uit de familie somberkevers (Zopheridae). De wetenschappelijke naam van de soort werd in 1862 gepubliceerd door Thomas Say.